# Шужега (река)
Шужега (Жужега) — река в Виноградовском районе Архангельской области России, левый приток Северной Двины.

## География
Протекает по территории южной части Шидровского сельского поселения. Истоком Шужеги является озеро Шужегское. Устье реки — водоток Чамовского рукава Северной Двины. В устьевой части реку пересекает мост автодороги «Усть-Вага—Ядриха». Севернее устья реки находится деревня Шужега.

## Характеристики
Высота истока — 55 метров над уровнем моря. Высота устья — 16 метров над уровнем моря. Длина — 19 км. Питание реки снеговое и дождевое. Ледостав с конца октября-начала ноября по конец апреля.

## Притоки
- Орлиха
- Салозерка

## Топографические карты
- Лист карты P-38-51,52 Сергеевская. Масштаб: 1 : 100 000. Указать дату выпуска/состояния местности.
- Лист карты P-38-39,40 Рочегда. Масштаб: 1 : 100 000.
- Лист карты P-37-13,14 Южный. Масштаб: 1 : 100 000. Указать дату выпуска/состояния местности.